# Mark Patterson (investisseur)
Pas d'image ? Cliquez ici
Mark Patterson, né le 16 décembre 1951, à Port Elizabeth en Afrique du Sud, est un homme d'affaires et pilote automobile américain d'origine sud-africaine spécialisé dans les fonds d'investissement et les fonds spéculatifs, qui a notamment co-fondé avec David Matlin la société de capital-investissement MatlinPatterson Global Advisors (en) dont il est président depuis 2002.

## Carrière sportive
Après avoir déjà couru avec Michael Shank Racing, Ram Racing, Oak Racing et United Autosports, Mark Patterson participe en 2018 à l'European Le Mans Series avec Algarve Pro Racing.

## Palmarès

### 24 Heures du Mans
| Année | Écurie             | Copilotes                          | Voiture                 | Classe | Tours | Pos. | Class Pos. |
| ----- | ------------------ | ---------------------------------- | ----------------------- | ------ | ----- | ---- | ---------- |
| 2013  | Murphy Prototypes  | Brendon Hartley Karun Chandhok     | Oreca 03-Nissan         | LMP2   | 319   | 12e  | 6e         |
| 2014  | Ram Racing         | Johnny Mowlem Archie Hamilton      | Ferrari 458 Italia GT2  | GTE Am | 319   | 32e  | 12e        |
| 2015  | Murphy Prototypes  | Nathanaël Berthon Karun Chandhok   | Oreca 03R-Nissan        | LMP2   | 347   | 13e  | 8e         |
| 2016  | Team AAI           | Oliver Bryant Johnny O'Connell     | Chevrolet Corvette C7.R | GTE Am | 306   | 39e  | 9e         |
| 2017  | Algarve Pro Racing | Matthew McMurry Vincent Capillaire | Ligier JS P217-Gibson   | LMP2   | 330   | 32e  | 15e        |
| 2018  | Algarve Pro Racing | Ate de Jong Tacksung Kim           | Ligier JS P217-Gibson   | LMP2   | 237   | Abd. | Abd.       |

### Championnat du monde d'endurance
| Année | Ecurie      | Châssis                | Moteur                | Classe   | 1     | 2   | 3      | 4   | 5   | 6     | 7     | 8   | Position | Points |
| ----- | ----------- | ---------------------- | --------------------- | -------- | ----- | --- | ------ | --- | --- | ----- | ----- | --- | -------- | ------ |
| 2014  | RAM Racing, | Ferrari 458 Italia GT2 | Ferrari 4,5 l V8 Atmo | LMGTE-Am | SIL 5 | SPA | LMS 12 | COA | FUJ | SHA   | BHR   | SÃO | 12e      | 26     |
| 2014  | OAK Racing, | Morgan LMP2            | Judd HK 3,6 l V8 Atmo | LMP2     | SIL   | SPA | LMS    | COA | FUJ | SHA 6 | BHR 3 | SÃO |          |        |

### European Le Mans Series
| Année | Ecurie             | Châssis        | Moteur                      | Classe | 1        | 2       | 3        | 4        | 5        | 6      | Position | Points |
| ----- | ------------------ | -------------- | --------------------------- | ------ | -------- | ------- | -------- | -------- | -------- | ------ | -------- | ------ |
| 2013  | Murphy Prototypes  | Oreca 03       | Nissan VK45DE 4,5 l V8 Atmo | LMP2   | SIL 7    | IMO 6   | RBR Np.  | BUD Np.  | LEC Np.  |        | 15e      | 14     |
| 2014  | Greaves Motorsport | Zytek Z11SN    | Nissan VK45DE 4,5 l V8 Atmo | LMP2   | SIL Np.  | IMO Np. | RBR 6    | LEC Np.  | EST Np.  |        | 22e      | 8      |
| 2015  | Murphy Prototypes  | Oreca 03R      | Nissan VK45DE 4,5 l V8 Atmo | LMP2   | SIL Abd. | IMO 2   | RBR 6    | LEC Abd. | EST Abd. |        | 7e       | 26     |
| 2016  | United Autosports  | Ligier JS P3   | Nissan VK50VE 5,0 l V8 Atmo | LMP3   | SIL 2    | IMO 7   | RBR 14   | LEC 11   | SPA 3    | EST 2  | 4e       | 59     |
| 2017  | United Autosports  | Ligier JS P3   | Nissan VK50VE 5,0 l V8 Atmo | LMP3   | SIL 3    | MON 4   | RBR Abd. | LEC Abd. | SPA 5    | POR 1  | 3e       | 63     |
| 2018  | Algarve Pro Racing | Ligier JS P217 | Gibson GK428 4,2 l V8 Atmo  | LMP2   | LEC 16   | MON 13  | RBR 17   | SIL 11   | SPA 13   | POR 10 | 18e      | 3.25   |
| 2019  | Algarve Pro Racing | Oreca 07       | Gibson GK428 4,2 l V8 Atmo  | LMP2   |          |         |          |          |          |        |          |        |

### Asian Le Mans Series
| Année     | Ecurie             | Châssis     | Moteur                | Classe | 1       | 2     | 3     | 4     | Position | Points |
| --------- | ------------------ | ----------- | --------------------- | ------ | ------- | ----- | ----- | ----- | -------- | ------ |
| 2016-2017 | Algarve Pro Racing | Ligier JSP2 | Judd HK 3,6 l V8 Atmo | LMP2   | ZHU Np. | FUJ 4 | THA 3 | SEP 3 | 8e       | 42     |
| 2018-2019 | Algarve Pro Racing | Ligier JSP2 | Judd HK 3,6 l V8 Atmo | LMP2   | SHA 5   | FUJ   | THA   | SEP   | 8e       | 42     |